# Liste des édifices religieux de Rouen
Cet article présente la liste des édifices religieux situés dans le territoire de la ville de Rouen.
Note : cette liste n'est pas exhaustive.

## Catholique
- Cathédrale Notre-Dame, place de la Cathédrale.
- Église abbatiale Saint-Ouen, place du Général-de-Gaulle.
- Basilique du Sacré-Cœur, boulevard Jean-Jaurès.
- Église Saint-Clément, place Saint-Clément.
- Église Saint-François-d'Assise, rue Henri-Dunant au Châtelet.
- Église Saint-François-de-Sales, boulevard Jean-Jaurès.
- Église Saint-Gervais, rue Claude-Groulard.
- Église Saint-Godard, rue Jacques-Villon.
- Église Saint-Hilaire, parvis de l'église Saint-Hilaire.
- Église Saint-Jean-Baptiste de La Salle, boulevard d'Orléans.
- Église Saint-Jean-Eudes, rue du Docteur-Payenneville aux Sapins.
- Église Saint-Joseph, rue du Nord.
- Église Saint-Laurent, rue Jacques-Villon.
- Église Saint-Louis du lycée Corneille, rue Bourg-l'Abbé.
- Église Saint-Maclou, place Barthélémy.
- Église Saint-Nicaise, rue Saint-Nicaise (désaffectée).
- Église Saint-Patrice, rue Abbé-Cochet.
- Église Saint-Paul, place Saint-Paul (désaffectée).
- Église Saint-Romain, rue de la Rochefoucauld.
- Église Saint-Sever, rue d'Elbeuf.
- Église Saint-Vivien, rue Saint-Vivien.
- Église Sainte-Claire, rue François-Couperin à la Grand'Mare.
- Église Sainte-Croix-des-Pelletiers, rue Sainte-Croix-des-Pelletiers.
- Église Sainte-Jeanne-d'Arc, place du Vieux-Marché.
- Église Sainte-Madeleine, place de la Madeleine.

## Anciens édifices
- Église Saint-André, rue Jeanne-d'Arc (tour).
- Collégiale Saint-Cande-le-Vieux, rue du Bac (disparue).
- Église Saint-Cande-le-Jeune, rue aux Ours (clocher).
- Église Sainte-Claire, rue Sainte-Claire (vestiges).
- Église Saint-Herbland.
- Eglise Saint Jean sur Renelle ;
- Église Saint-Lô, rue Saint-Lô (portail).
- Église Saint-Martin-sur-Renelle.
- Église Saint-Martin-du-Pont, rue Saint-Martin.
- Église Saint-Pierre-du-Châtel, rue Camille-Saint-Saëns (vestiges)
- Église Saint-Sauveur, place du Vieux-Marché (vestiges).
- Église Saint-Vincent, rue du Général-Giraud (vestiges)
- Église des Augustins (portail visible square Guillaume-Lion).
- Prieuré de Bonne-Nouvelle, quartier Saint-Sever.
- Abbaye Sainte-Catherine du Mont.
- Abbaye Saint-Amand.
- Séminaire de Saint-Vivien, rue Saint-Vivien.
- Chartreuse Notre-Dame-de-la-Rose.
- Couvent des Carmes de Rouen.

## Chapelles
- Chapelle des Bénédictins, rue Bourg-l'Abbé.
- Chapelle des Dominicains, rue de Joyeuse.
- Chapelle des Franciscaines, rue de Joyeuse.
- Chapelle des Ursulines, rue des Capucins (avec chapelle funéraire).
- Chapelle des sœurs de la Providence, ancien grand séminaire, rue de Ricarville
- Chapelle de la Compassion, rue d'Écosse.
- Chapelle de la Miséricorde, rue du Contrat-Social.
- Chapelle Notre-Dame de l'école Notre-Dame, route de Neufchâtel.
- Chapelle Notre-Dame-de-Charité, boulevard Gambetta.
- Chapelle du Sacré-Cœur, rue Blaise-Pascal.
- Chapelle Sainte-Catherine, rue Henri-II-Plantagenêt à Grammont.
- Chapelle Saint-Jean-Baptiste-de-La-Salle, place Jean-Baptiste-de-La-Salle.
- Chapelle Saint-Louis, place de la Rougemare.
- Chapelle Sainte-Marie, rue de Joyeuse (foyer Sainte-Marie).
- Chapelle Saint-Yon, rue Saint-Julien.
- Chapelle du cimetière monumental, rue du Mesnil-Grémichon,
- Chapelle Saint-Nicaise de l'ancien grand séminaire, rue des Requis (collège Fontenelle).
- Chapelle Notre-Dame du Vallon, rue de Genève.
- Chapelle du centre de jour Saint-Gervais, rue Claude-Goulard.
- Chapelle de l'institut de l'abbé Lefebvre, rampe Saint-Gervais.
- Chapelle d'Aubigné, rue des Bonnetiers (à l'est de la cathédrale).
- Chapelle des Buissonnets, rue Albert-Dupuis.

## Protestant/Évangélique
- Temple protestant Saint-Éloi de Rouen, église réformée, place Martin-Luther-King.
- Armée du Salut, rue Anatole-France.
- Église évangélique, rue Sainte-Croix des Pelletiers.
- Église protestante évangélique, rue du Mont-Gargan.
- Église évangélique, rue Louis-Blanc.
- Église évangélique baptiste, rue Albert-Camus.
- Église évangélique, rue de Cauville.
- Église évangélique adventiste, rue Pierre-Renaudel.
- Église néoapostolique, rue Lézurier-de-la-Martel.

## Anglican
- Église norvégienne Saint-Olav, rue Duguay-Trouin.

## Musulman
- Mosquée El Fath, rue Verrier.
- Mosquée El Kaouthar, rue du Nouveau-Monde.

## Israélite
- Synagogue de Rouen, rue des Bons-Enfants.

## Églises millénaristes
- Église de Jésus-Christ des saints des derniers jours, rue Saint-Romain.
- Salle du royaume des témoins de Jéhovah, route de Darnétal.
- Salle du royaume des témoins de Jéhovah, rue du Loup.

## Orthodoxe
- Chapelle Saint-Victrice, rue de l'Industrie sur l'île Lacroix.

## Culte antoiniste
- Temple, boulevard Jean-Jaurès.